# Новогеоргиевка (Тюменская область)
Новогео́ргиевка — деревня в Казанском районе Тюменской области в составе Афонькинского сельского поселения.

## География
Расположена в 40 км к югу от села Казанское, в 10 км к югу от села Афонькино рядом с государственной границей России с Казахстаном. Численность населения 233 человека (2006), количество дворов — 82.

## История
Деревня основана в середине XVIII века переселенцами из Витебской губернии в 1852 году.

## Население
| 1989 | 2006 | 2010 |
| ---- | ---- | ---- |
| 240  | ↘233 | ↘201 |

## Улицы села
Ул. Береговая, ул. Молодёжная, ул. Центральная.

## Общие сведения
На территории деревни расположен фельдшерско-акушерский пункт. К северу от деревни размещены машинный двор и зерновой ток. На западной окраине Новогеоргиевки находятся озёра-старицы.
Новогеоргиевка связана с деревнями Паленка, Викторовка, сёлами Афонькино, Ильинка и Казанское автомобильной дорогой, автобус ежедневно выполняет рейсы до административного центра района.
Территория деревни Новогеоргиевки входит в Ишимское благочиние Тобольско-Тюменской епархии.